# Javi Moreno
Javier Moreno Valera (Silla, 10 september 1974), bekend als Javi Moreno, is een Spaans voormalig profvoetballer en huidig trainer. In 2001 debuteerde hij in het Spaans voetbalelftal.

## Clubvoetbal
Op 15-jarige leeftijd ging Javi Moreno spelen in de jeugd van FC Barcelona. Hij debuteerde in begin 1996 in het tweede elftal van FC Barcelona in de wedstrijd tegen Hércules CF. Zijn vijf doelpunten in tien wedstrijden speelden een belangrijke rol in de handhaving van Barça B in de Segunda División A. Door een beenbreuk miste Javi Moreno het begin van het seizoen 1996/1997 en mocht hij uiteindelijk vertrekken bij FC Barcelona. Via Córdoba CF (1996-1997) en Yeclano Deportivo (1997-1998) kwam Javi Moreno in 1997 bij Deportivo Alavés terecht. Met deze Baskische club promoveerde hij in 1998 naar de Primera División. Javi Moreno werd in het seizoen 1998/1999 verhuurd aan CD Numancia en mede door zijn achttien doelpunten promoveerde deze club in 1999 naar de Primera División. Javi Moreno keerde terug bij Deportivo Alavés en hij haalde met de club in 2001 de finale van de UEFA Cup. Hierin werd na verlengingen met 5-4 verloren van Liverpool FC en Javi Moreno scoorde tweemaal. Met zijn goede prestaties in zowel de UEFA Cup als de Spaanse competitie (22 doelpunten) had de aanvaller zich in de kijker gespeeld bij de Europese top en uiteindelijk vertrok Javi Moreno voor tien miljoen euro naar AC Milan. Na een onsuccesvol seizoen bij de Italiaans club keerde hij in 2002 terug naar Spanje om voor Atlético Madrid te gaan spelen. Ook daar kon hij onvoldoende overtuigen en na eveneens weinig succesvolle periodes bij de Engelse Bolton Wanderers (2004) en Real Zaragoza (2004-2005) kwam Javi Moreno in 2005 terecht bij Córdoba CF.

### Statistieken

#### Voetballer
| seizoen    | club              | land              | competitie         | wed. | goals |
| ---------- | ----------------- | ----------------- | ------------------ | ---- | ----- |
| 1995/96    | FC Barcelona B    | Vlag van Spanje   | Segunda División A | 10   | 5     |
| 1996/97    | Córdoba CF        | Vlag van Spanje   | Segunda División A | 15   | 0     |
| 1997/98    | Yeclano Deportivo | Vlag van Spanje   | Tercera División   | 16   | 6     |
| 1997/98    | Deportivo Alavés  | Vlag van Spanje   | Segunda División A | 10   | 1     |
| 1998/99    | CD Numancia       | Vlag van Spanje   | Segunda División A | 39   | 18    |
| 1999/00    | Deportivo Alavés  | Vlag van Spanje   | Primera División   | 37   | 7     |
| 2000/01    | Deportivo Alavés  | Vlag van Spanje   | Primera División   | 34   | 33    |
| 2001/02    | AC Milan          | Vlag van Italië   | Serie A            | 16   | 2     |
| 2002/03    | Atlético Madrid   | Vlag van Spanje   | Primera División   | 24   | 5     |
| 2003/04    | Atlético Madrid   | Vlag van Spanje   | Primera División   | 5    | 0     |
| 2003/04    | Bolton Wanderers  | Vlag van Engeland | Premier League     | 8    | 0     |
| 2004/05    | Real Zaragoza     | Vlag van Spanje   | Primera División   | 18   | 4     |
| 2005/06    | Córdoba CF        | Vlag van Spanje   | Segunda División B | ??   | ?     |
| 2006/07    | Córdoba CF        | Vlag van Spanje   | Segunda División B | 32   | 24    |
| 2007/08    | Córdoba CF        | Vlag van Spanje   | Segunda División A | ?    | ?     |
| 2008/09    | SE Eivissa        | Vlag van Spanje   | Segunda División B | 14   | 2     |
| 2009/10    | Lucena CF         | Vlag van Spanje   | Segunda División B | 8    | 1     |
| Bijgewerkt | 22-07-2020        |                   |                    |      |       |

#### Trainer
| seizoen    | club          | land            | competitie            |
| ---------- | ------------- | --------------- | --------------------- |
| 2014       | CD Utiel      | Vlag van Spanje | Tercera División      |
| 2015/16    | Novelda CF    | Vlag van Spanje | Tercera División      |
| 2016       | AD Alcorcón B | Vlag van Spanje | Tercera División      |
| 2018/19    | Córdoba CF    | Vlag van Spanje | Jeugd                 |
| 2019/20    | CD Pozoblanco | Vlag van Spanje | Tercera División      |
| 2020/21    | SD Ejea       | Vlag van Spanje | Segunda División B    |
| 2021/Heden | CF Badalona   | Vlag van Spanje | Segunda División RFEF |
| Bijgewerkt | 29-05-2022    |                 |                       |

## Nationaal elftal
Javi Moreno speelde vijf interlands voor het Spaans nationaal elftal. Zijn debuut maakte hij op 28 februari 2001 tegen Engeland. Op 2 juni 2001 maakte de aanvaller tegen Bosnië en Herzegovina zijn eerste en tevens enige interlanddoelpunt. Vier dagen later speelde Javi Moreno tegen Israël zijn laatste wedstrijd voor het nationaal elftal.